# Incepcja

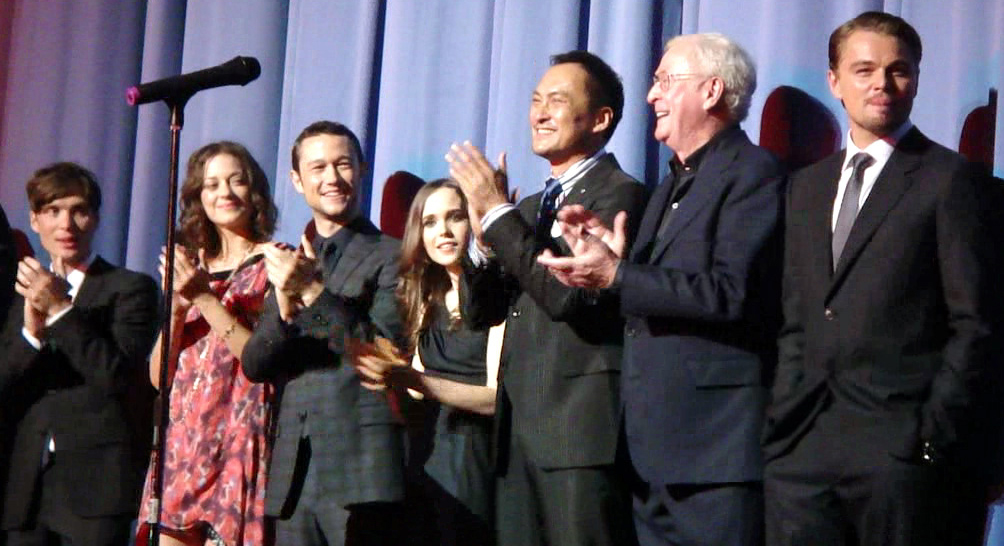
Obsada filmu na jego premierze, od lewej: Cillian Murphy, Marion Cotillard, Joseph Gordon-Levitt, Elliott Page, Ken Watanabe, Michael Caine i Leonardo DiCaprio

Incepcja (ang. Inception) – amerykański film akcji science-fiction z 2010 roku. Zdobywca 4 Oscarów za najlepsze: zdjęcia, dźwięk, montaż dźwięku i efekty specjalne. Twórcą i reżyserem filmu jest Christopher Nolan.
Scenariusz do filmu otrzymał nagrodę Hugo w kategorii najlepsza prezentacja dramatyczna (długa forma) w 2011 roku.

## Fabuła
Film opowiada o możliwościach ingerowania w ludzki umysł dzięki zaawansowanej technologii umożliwiającej wpływ na marzenia senne. Głównym bohaterem filmu jest Cobb (Leonardo DiCaprio), szef zespołu specjalizującego się w dokonywaniu włamań do snów innych osób. Dzięki tej możliwości może zarówno pozyskiwać informacje, jak i wprowadzać nowe dane. Najważniejszym i ostatnim zadaniem zespołu Cobba jest wywołanie wpływu na umysł następcy właściciela ogólnoświatowego koncernu. Zadanie wymaga wielopiętrowego zagłębienia się w meandry umysłu ofiary (sen we śnie), a przeszkodą jest projekcja podświadomości Cobba w postaci jego żony o imieniu Mal, o której śmierć się obwinia.

## Produkcja
Zdjęcia do filmu rozpoczęły się w czerwcu 2009 i trwały pięć miesięcy. Produkcję kręcono w Tokio, Bedfordshire, Paryżu, Tangerze, Los Angeles i Albercie.

## Obsada
- Leonardo DiCaprio – Dominick „Dom” Cobb
- Marion Cotillard – Mallorie „Mal” Cobb
- Elliot Page – Ariadne[a]
- Ken Watanabe – Saito
- Joseph Gordon-Levitt – Arthur
- Tom Hardy – Eames
- Pete Postlethwaite – Maurice Fischer
- Cillian Murphy – Robert Fischer
- Michael Caine – profesor
- Tom Berenger – Browning
- Dileep Rao – Yusuf
- Lukas Haas – Nash

## Odbiór

### Box office
Film Incepcja zarobił łącznie 292,6 miliona dolarów w Stanach Zjednoczonych i Kanadzie, a 533,6 miliona w pozostałych państwach; razem 826,1 miliona przychodu z biletów w kinach.

### Krytyka w mediach
Film spotkał się z pozytywną reakcją krytyków. W agregatorze recenzji Rotten Tomatoes 87% z 357 recenzji jest pozytywne, a średnia ocen wystawionych na ich podstawie wyniosła 8,13 / 10. Z kolei w agregatorze Metacritic średnia ważona ocen z 42 recenzji wyniosła 74 punkty na 100.